# Marquis Residences
Le Marquis est un gratte-ciel de 207 mètres construit en 2009 à Miami en Floride aux États-Unis.